# El Padre
El Padre is het 17de album uit de stripreeks de De Blauwbloezen. Het werd getekend door Willy Lambil en het scenario werd geschreven door Cauvin. Het album werd uitgegeven in 1981.

## Het verhaal
Chesterfield en Blutch zijn achter de vijandelijke linies op verkenning gegaan. Daarbij hebben ze belangrijke gegevens verzameld, die ze zo snel mogelijk aan de generale staf mee willen delen. Ze worden echter betrapt en een groep van de zuidelijke cavalerie zet de achtervolging in. Het verhaal begint als Chesterfield en Blutch, achterna gezeten door de zuidelijken, richting de Mexicaanse grens vluchten. Dit is hun enige uitweg. Nadat ze de Rio Grande zijn overgestoken, staken de zuidelijken inderdaad hun achtervolging. Helaas voor Blutch en Chesterfield blijft een kleine groep achter, om ze alsnog te grazen te nemen, zodra ze weer over willen steken. Tijdens hun zoektocht naar een andere plek om over te steken, stuiten ze op de meedogenloze indiaan Jacomino, die met zijn bende de omgeving terroriseert.
Als Chesterfield en Blutch hem uit de weg proberen te gaan, stuiten ze op de lichamen van een monnik en zijn hulpje, die beiden door de bende van Jacomino vermoord zijn. Ze besluiten van kleren te wisselen en zich als monnik en hulpje voor te doen, om problemen met de Mexicanen te vermijden (die het niet zo op gringo's hebben). Chesterfield is hierbij de monnik en Blutch het hulpje. Ze lopen jammerlijk genoeg recht in de armen van Jacomino, die ze wil vermoorden. Net op tijd springt Diaz tussenbeide. Hij is de leider van een Mexicaanse bende. Hij neemt ze mee naar een nabijgelegen dorpje en dwingt Chesterfield om zich daar als een echte monnik voor te doen. Dit doet hij in een poging om de bevolking gunstig te stemmen, zodat ze zijn bende weer van voedsel en water voorzien.
Al snel komen Blutch en Chesterfield erachter dat Diaz en Jacomino elkaars bloed wel kunnen drinken, maar elkaar dulden omdat ze alleen samen sterk genoeg zijn om wapendepots te overvallen. Alleen op die manier kunnen ze aan wapens en munitie komen. Diaz komt op een dag echter met een wagen van het Amerikaanse leger aanzetten. Hij beweert een gijzelaar te hebben die hem onbeperkt munitie op zal leveren. De gijzelaar blijkt niemand minder te zijn dan miss Appletown.
Met behulp van de dorpsbewoners (die de onderdrukking van beide bendes behoorlijk zat zijn) lukt het Blutch en Chesterfield de wagen te stelen en naar de Rio de Grande te rijden, met de beide benden op hun hielen. Op het laatste nippertje schiet kolonel Appletown te hulp, die op zoek was naar zijn dochter.

## Hoofdpersonages
- Blutch
- Cornelius Chesterfield
- Kolonel Appletown
- Miss Appletown
- Diaz
- Jacomino